# 15 Armia (ZSRR)
15 Armia (ros. 15-я армия) – związek operacyjny Armii Czerwonej w czasie II wojny światowej.
Została sformowana w lipcu 1940 w składzie Frontu Dalekowschodniego. Chroniła dalekowschodnią granicę ZSRR. 5 sierpnia 1945 została włączona w skład 2 Frontu Dalekowschodniego i uczestniczyła w operacji sungaryjskiej. W czasie działań bojowych prowadzonych przeciw japońskiej Armii Kwantuńskiej 15 Armią dowodził gen. por. Stiepan Mamonow.
W 1989 wchodziła w skład Dalekowschodniego Okręgu Wojskowego.

## Dowódcy armii
- gen. mjr Leontij Czeremisow (lipiec 1940 - listopad 1941),
- gen. mjr Michaił Sawwuszkin (listopad 1941 - październik 1942),
- gen. por. Stiepan Mamonow (od października 1942 do końca wojny)[3].

## Struktura organizacyjna
Skład pierwotny:
- 20 Korpus Strzeleck
- Ust-Sungaryjski Rejon Umocniony;
- 202 brygada powietrznodesantowa;
- 19 brygada czołgów lekkich;
- 12 pułk lotnictwa myśliwskiego;
- 181 pułk artylerii rezerwy Głównego Dowództwa i inne jednostki.

Skład w 1945:
- 34 Dywizja Strzelecka
- 255 Dywizja Strzelecka
- 361 dywizja Strzelecka
- 388 Dywizja Strzelecka
- 4 Rejon Umocniony;
- 192 Rejon Umocniony;
- 165 brygada pancerna;
- 171 brygada pancerna;
- 203 brygada pancerna i szereg jednostek i ugrupowań artyleryjskich, inżynieryjnych i innych[4].

Skład w 1989:
- 73 Dywizja Zmechanizowana
- 194 Dywizja Zmechanizowana
- 81 Dywizja Zmechanizowana
- 135 Dywizja Zmechanizowana
- 199 Dywizja Zmechanizowana
- 270 Dywizja Zmechanizowana
- 470 Brygada Rakiet Przeciwlotniczych
- 786 pułk artylerii rakietowej
- 13 pułk łączności